# Coole Schule
Coole Schule  – SchülerInnen gestalten die Schule der Zukunft war ein österreichweit tätiger und überparteilicher Schülerverein, der sich für die Mitbestimmung von Kindern und Jugendlichen in der Schule eingesetzt hat. Der Verein wurde beim 1. Österreichischen Kinderkongress 2003 in Graz gegründet und blieb bis zu seiner "finissage coole schule" am 19. März 2010 aktiv.
Coole Schule war in mehrfacher Hinsicht einzigartig in der österreichischen Bildungslandschaft. Zunächst war der Verein parteiunabhängig und stand keiner politischen Strömung nahe, anders als die größeren Schülerorganisationen in Österreich. Weiters umfasste der Verein Schüler aller Schularten, beginnend mit der Volksschule. Der Verein organisierte eine Reihe von Aktionen, darunter neun österreich- und landesweite Kinderkongresse (u. a. im Österreichischen Parlament 2005).
Die Schülerinitiative setzte sich für eine generelle Reform des österreichischen Schulwesens ein. Ihr wichtigstes Anliegen war jedoch die Stärkung der Schülermitbestimmung durch gesetzliche Maßnahmen wie die Einführung von Klassenräten, Schulparlamenten und die Wahl von Klassen- und Schulsprechern in allen Schulen. Mit einer entsprechenden Bürgerinitiative, die die Coole Schule im Juli 2009 ins österreichische Parlament einbrachte, forderte die Initiative die Umsetzung dieser Forderungen und schrieb gleichzeitig Geschichte im österreichischen Parlamentarismus, da die Initiative die erste von unter 19-jährigen Staatsbürgern war.
Die Initiatoren wurden November 2004 für ihr Engagement mit dem Kinderrechtepreis TrauDi ausgezeichnet. 